# Vaughania dionaeifolia
Vaughania dionaeifolia är en ärtväxtart som beskrevs av Spencer Le Marchant Moore. Vaughania dionaeifolia ingår i släktet Vaughania och familjen ärtväxter. Inga underarter finns listade i Catalogue of Life.